# Schlacht am Gvozd
Die Schlacht am Gvozd fand im Jahr 1097 statt und wurde auf der Petrova gora (Petersgebirge oder Petersberg) in Mittel-Kroatien zwischen den Streitkräften des kroatischen Königs Petar Svačić und König Koloman von Ungarn geschlagen. Es war ein bedeutendes Ereignis in der Geschichte Kroatiens und Ungarns.

## Die Schlacht
Mit der Absicht, das Königreich Kroatien zu erobern, überquerten ungarische Streitkräfte die Drau und versuchten bis zur adriatischen Küste vorzudringen. König Petar Svačić verließ seine Residenz in der Königsstadt Knin und zog mit seinen Streitkräften weiter nördlich, um sich den Ungarn entgegenzustellen.
Die beiden Armeen trafen auf dem Gebiet der Petrova gora aufeinander. Während dieser Schlacht wurde König Petar tödlich verwundet.
Nach der Schlacht wurde der Berg zunächst „blutiger Berg“ genannt. Später wurde er zu Ehren des letzten kroatischen Königs Petrova Gora (Petersgebirge) genannt.
Die Schlacht endete für seine Armee und die Dynastie der kroatischen Könige tragisch. Der Sieger Koloman fügte später Kroatien seinem Reich hinzu. Er war durch verwandtschaftliche Verhältnisse mit der kroatischen Herrscherdynastie verbunden und beließ den mächtigsten Baronen von Kroatien ihre Rechte. Ob und mit welchem Umfang er 1102 mit ihnen einen „Pacta conventa“ schloss ist bis heute umstritten. Koloman wurde im Jahr 1102 in Biograd na Moru zum kroatischen König gekrönt. Kroatien blieb bis 1918 mit Ungarn verbunden.

## Bedeutung des Namens Gvozd
Gvozd bedeutet heute nur noch „dichter Wald“ oder „Karstgestein“, im älteren Gebrauch auch „Eisen“, heute ist hierfür die Ableitung gvožđe. Das früher auch Gvozd genannte Gebirge trennte die mittelalterlichen Territorien Kroatiens und das binnenländische Slawonien und nennt sich heute Kapela.